# ویندالو

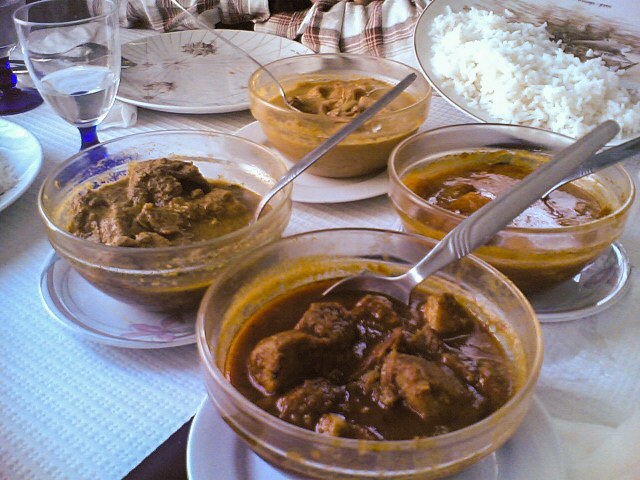
ویندالو؛ یک غذای هندی-پرتغالی

ویندالو یک نوع کاری محبوب در منطقه گوا و بسیاری از سایر نقاط هند است. در منطقهٔ بمبئی نیز نوعی از این غذا دیده می‌شود. در سطح جهان این غذا یک جزء اصلی از منوی رستوران‌های هندی است و اغلب به عنوان یک غذای تند آتشین از آن یاد می‌شود، هرچند که لزوماً تند و تیزترین غذای موجود نمی‌باشد

## تاریخچه
ویندالو یک غذای معمول در آشپزی هندی است که از یک غذای پرتغالی با اسم carne de vinha d'alhos ریشه گرفته‌است که این غذا معمولاً از گوشت خوک، خوابانده شده در شراب و سیر تهیه می‌شود. در شکل پایهٔ خود، این غذا مادهٔ خامی بود که ملوانان پرتقالی با خود همراه داشند. آنها در بشکه‌های چوبی لایه‌هایی از گوشت خوک و سیر آغشته به شراب را نگهداری می‌کردند. این غذا بعدها توسط آشپزهای مسیحی گوآ با جایگزینی سرکهٔ خرما و اضافه کردن فلفل تند و سایر ادویه جات بومی سازی شد.

## آماده‌سازی و انواع مختلف
رستوران‌های گوآ ویندالو را در شکل اولیه خود با گوشت خوک سرو می‌کنند. اما در سایر رستوران‌ها این غذا با مرغ یا بره سرو می‌شود و گاهی در آن سیب زمینی هم استفاده می‌شود. ویندالو سنتی سیب زمینی ندارد.